# Diocese de Fano-Fossombrone-Cagli-Pergola
A Diocese de Fano-Fossombrone-Cagli-Pergola (Dioecesis Fanensis-Forosemproniensis-Calliensis-Pergulana) é uma circunscrição eclesiástica da Igreja Católica na Itália, pertencente à Província Eclesiástica da região das Marcas e à Conferenza Episcopale Italiana, sendo sufragânea da Arquidiocese de Pesaro.
A sé episcopal está na Basilica Catedral de Fano, na Região das Marcas.

## Território
O território inclui as cidades de Fano, Fossombrone, Cagli, e Pergola e da diocese fazem parte 74 paróquias.

## Cronologia dos Bispos do século XX
Bispos recentes:
- Justino Sanchini † (5 de junho 1916-24 de fevereiro 1937)
- Vicente Del Signore † (20 de setembro 1937-13 de março 1967)
- Costanzo Micci † (1 de junho 1973-4 de setembro 1985)
- Mario Cecchini (11 de fevereiro 1986-8 de setembro 1998)
- Vitor Tomassetti † (8 de setembro 1998-21 de julho 2007)
- Armando Trasarti (21 de julho 2007-3 de maio de 2023)
- Andrea Andreozzi (desde 3 de maio de 2023)